# Serra de la Portella (Argençola)
|  | Aquest article tracta sobre la Serra de la Portella d'Argençola i Santa Coloma de Queralt. Vegeu-ne altres significats a «Serra de la Portella (Orpí)». |

La Serra de la Portella és una serra situada als municipis d'Argençola a la comarca de l'Anoia i de Santa Coloma de Queralt a la de la Conca de Barberà, amb una elevació màxima de 811 metres.